# Храмайков, Фёдор Тихонович
Фёдор Ти́хонович Храмайко́в (26 февраля [11 марта] 1905, Шалкино, Саратовская губерния — 1 марта 1989, Тула) — советский государственный, хозяйственный и партийный деятель.

## Биография
Родился в селе Шалкино (ныне — в Павловском районе Ульяновской области).
В 1921—1922 годы в составе Красной Армии воевал на фронтах гражданской войны. В 1922—1928 годы работал на одном из предприятий Баку, одновременно окончил рабфак.
С 1932 года, окончив  Московский институт инженеров сельскохозяйственного производства (МИИСП), работал инженером, начальником цеха на машиностроительных заводах в Тушине и Бердянске. Член ВКП(б).
С 1938 года жил и работал в Туле: начальник цеха и производственного отдела на заводе НКПС, с 1941 — 1-й секретарь Привокзального райкома ВКП(б). Являлся начальником обороны 1-го оборонительного района города, начальником строительства оборонительных рубежей; участвовал в строительстве бронепоезда № 16.
В 1946—1955 годы — председатель Тульского горисполкома, одновременно являлся заместителем председателя Тульского облисполкома. Инициировал решение о расширении Центрального парка.
В 1955—1957 годы — 1-й секретарь Тульского горкома КПСС, в 1957—1964 — директор рудоремонтного завода имени Ленина треста «Тулауголь».
В 1964—1982 годы преподавал в Тульском политехническом институте, доцент кафедры экономики и организации машиностроительной промышленности.
Избирался депутатом Верховного Совета РСФСР 2-го и 3-го созывов, депутатом областного и городского Советов. Член обкома и Тульского горкома КПСС, делегат XX съезда КПСС. Возглавлял областное правление Советского фонда мира.
Умер 1 марта 1989 года в Туле.

## Награды
- два ордена Красной Звезды (5.8.1944[3], 16.9.1945[4]),
- медали, в том числе:
  - За победу над Германией[5]
  - В ознаменование 100-летия со дня рождения Владимира Ильича Ленина
  - 20 лет Победы в Великой Отечественной войне 1941—1945 гг.
  - 30 лет Победы в Великой Отечественной войне 1941—1945 гг.
  - 40 лет Победы в Великой Отечественной войне 1941—1945 гг.
  - 50 лет Вооружённых Сил СССР
  - 60 лет Вооружённых Сил СССР
- Знак «25 лет победы в Великой Отечественной войне»
- Знак «Шахтёрская слава» 3 степени — за восстановление шахт Подмосковного угольного бассейна[1]
- Почётный гражданин города-героя Тулы (1966)[1].

## Память
В Туле на доме № 64 по проспекту Ленина, где с 1948 по 1973 год жил Ф. Т. Храмайков, 14 ноября 2008 года была открыта мемориальная доска.